# クルードラゴン グレイス
クルードラゴン「グレイス」（Crew Dragon Grace、ドラゴン・カプセルC213）は、5機目にして最後のスペースXによって製造されて運用されるクルードラゴン宇宙船。国際宇宙ステーション（ISS）へのアクシオム ミッション4で初飛行を果たした。

## 来歴
クルードラゴンC213は、5機目にして最後のクルードラゴン宇宙船となる。
2025年半に国際宇宙ステーション（ISS）へのアクシオム ミッション4で初飛行を果たした。
Ax-4の初飛行を行った宇宙飛行士たちは、このドラゴン2を「グレイス」（Grace）と名付けた
。

## 飛行
リストには完了または現在実施中のミッションのみが含まれている。日付はUTCで記載されており、将来のイベントについては、可能な限り早い時期であり、変更される可能性がある。
| 飛行番号 | ミッションおよび徽章 | 打上日 (UTC)  | 着陸日 (UTC)  | 期間              | 備考             | 乗組員 | 結果 |
| -------- | -------------------- | ------------- | ------------- | ----------------- | ---------------- | --- | ---- |
| 1        | Axiom-4              | 2025年6月25日 | 2025年7月15日 | 20日, 2時間, 59分 | 短期間ミッション | - ペギー・ウィットソン - シュバンシュ・シュクラ - スワヴォシュ・ウズナンスキ＝ヴィシニェフスキ - カプ・ティボール | 成功 |